# 첼호

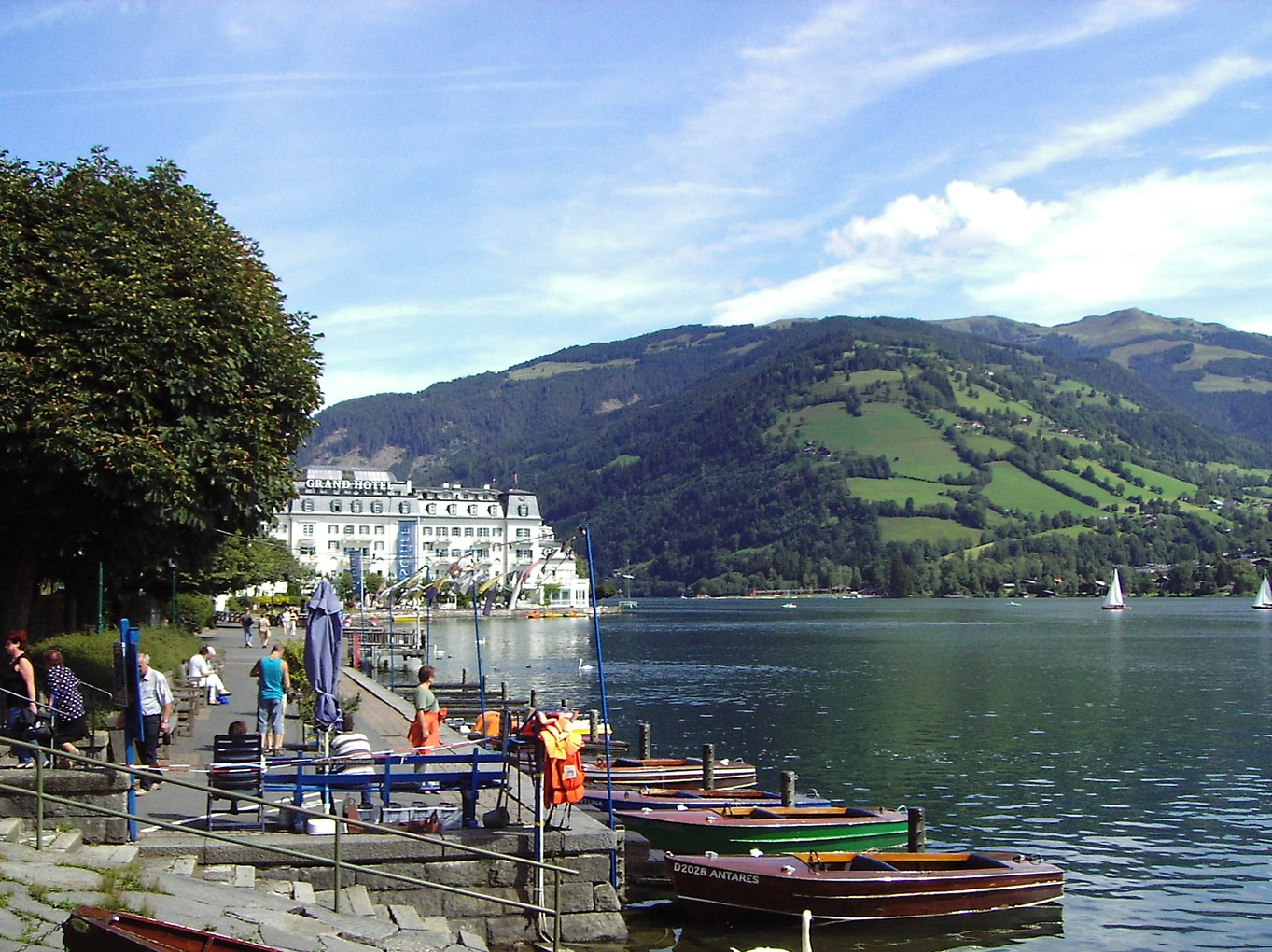
첼호와 접한 첼암제

첼호(독일어: Zeller See, 이탈리아어: Lago di Zell)는 오스트리아 잘츠부르크주에 위치한 호수로 최대 길이는 4 km, 최대 너비는 1.5 km이며 최대 수심은 69 m, 수면 높이는 750 m이다.
잘차흐강 유역에서 발원한다. 첼호와 접한 주요 도시로는 첼암제가 있다. 겨울철에는 호수가 완전히 얼기 때문에 겨울 스포츠 장소로 사용된다. 여름철에는 보트 선착장으로 사용된다.